# Floare de câmp (film)
Floare de câmp (titlul original: Flor silvestre) este un film dramatic mexican, realizat în 1943 de regizorul Emilio Fernández „El Indio”, protagoniști fiind Dolores del Río și Pedro Armendáriz. A fost primul film mexican al lui Dolores del Río după cariera ei din „Filme fără sonor” din Epoca de Aur de la Hollywood. De asemenea este primul film al unei extinse colaborări între Fernández-Del Rio-Armendáriz, Gabriel Figueroa (operator) și Mauricio Magdaleno (autor). Este considerat ca filmul care a definit așa numita „Eră de aur a cinematografiei mexicane”.

## Conținut
Într-un mic sat din Mexic la începutul anilor 1900, José Luis, fiul unui proprietar de pământuri Don Francisco, se însoară în secret cu Esperanza, o frumoasă țărancă foarte supusă. Scârbit de această căsătorie cât și pentru faptul că fiul său a devenit revoluționar, Don Francisco îl dezmoștenește pe José Luis și îl alungă din casa sa. După triumful Revoluției Mexicane, José și Esperanza sunt o familie fericită până când Jose Luis se confruntă cu câțiva falși revoluționari, care au răpit-o pe Esperanza și pe fiu...

## Distribuție
- Dolores del Río – Esperanza
- Pedro Armendáriz – José Luis Castro
- Emilio Fernández – Rogelio Torres
- Miguel Ángel Ferriz – don Francisco
- Armando Soto La Marina "Chicote" – Reynaldo
- Agustín Isunza – Nicanor
- Eduardo Arozamena – Melchor
- Mimí Derba – donña Clara
- Margarita Cortés – sora lui José Luis
- Manuel Dondé – Úrsulo Torres
- José Elías Moreno – colonel Pánfilo Rodríguez, Esperanza
- Lucha Reyes – cântăreața la jaripeo
- Trío Calaveras – muzicanții la jaripeo
- Pedro Galindo – Pedro
- Carlos Riquelme – Cura
- Tito Novaro – fiul lui Esperanza
- Emilia Guiú – debut